# セルヒー・マトヴィエイエフ
セルヒー・マトヴィエイエフ（Serhiy Matvieiev、1975年1月29日 - ）は、ウクライナ、ミロノヴカ出身の元自転車競技選手。
セルギー・マトヴェイエフ（Sergiy Matveyev）と表記されることもある。

## 来歴
1995年
- トラック世界選手権
  - 団体追抜 2位

1997年
- トラック世界選手権
  - 団体追抜 2位

1998年
- トラック世界選手権
  -  団体追抜 優勝（+ オレクサンドル・シモネンコ、オレクサンドル・フェデンコ、ルスラン・ピドゴルニー）

1999年
- ウクライナ選手権 個人タイムトライアル(ITT) 優勝

2000年
- シドニーオリンピック
  -  団体追抜 2位

2003年
- ウクライナ選手権 ITT 優勝

2004年
- フィレンツェ〜ピストイア 優勝

2005年
- フィレンツェ〜ピストイア 優勝

2007年
- グランプリ・ド・レンヌ　優勝